# وردة شان الأتاسي
وردة شان الأتاسي (الوفاة عام 1946)، سيدة سورية الأولى من كانون الأول 1936 وحتى تموز 1939 وهي حرم رئيس الجمهورية هاشم الأتاسي.
ولدت وردة شان الأتاسي في مدينة حمص وكان والدها عبد اللطيف الأتاسي (1840-1925) مفتياً على المدينة وقاضياً في محكمة البداية. وقد خلفه في دار الافتاء شقيقه المفتي خالد الأتاسي والد هاشم الأتاسي التي تزوجت منه وردة شان فور تخرجه من المعهد الملكي في اسطنبول وأنجبت منه ستة أولاد. إبنها البكر محمد سري الأتاسي توفي على حياتها وخلال رئاسة زوجها الأولى سنة 1937 وكان يشغل منصب أمين عام مجلس النواب في سورية. أما بقية الأولادها لذكور فهم ناظم الأتاسي (1897-1964) وهو ملاك ومزارع، والسياسي والوزير عدنان الأتاسي (1904-1969) ورياض الأتاسي (1910-1996) الذي كان رئيساً لمكتب تفتيش الدولة قبل عام 1963. ومن البنات رزقت بروحية الأتاسي (1900-1933) وصبحية الأتاسي (1901 -1985) وأصغرهم شهيمة الأتاسي (1907-1993).
لم تمارس وردة شام الأتاسي أي مهام رسمية خلال رئاسة زوجها وتوفيت في عام الجلاء سنة 1946 ولم تشهد عودة زوجها الرئيس هاشم الأتاسي إلى الحكم خلال السنوات 1949-1951 ومجدداً ما بين 1954-1955.  ونظراً لوفاتها المبكر، أصبح هاشم الأتاسي أول رئيس أرمل في تاريخ سورية وقد انتقل إلى القصر الجمهوري في الخمسينيات، حيث كان يعمل ويقيم حتى عام 1955.